# A Snow Capped Romance
A Snow Capped Romance je druhé studiové album aljašské post-hardcore/metalcore hudební skupiny 36 Crazyfists. Bylo vydáno 16. března 2004 vydavatelstvím Roadrunner Records.

## Seznam skladeb
1. „At the End of August“ – 3:57
2. „The Heart and the Shape“ – 3:10
3. „Bloodwork“ – 3:18
4. „Kenai“ – 2:47
5. „Skin and Atmosphere“ – 4:12
6. „Song For the Fisherman“ – 1:27
7. „With Nothing Underneath“ – 3:28
8. „Destroy the Map“ – 3:47
9. „Installing the Catheter“ – 3:51
10. „Cure Eclipse“ – 3:32
11. „Waterhaul“ – 4:49
12. „Workhorse“ (Bonusová skladba pro Japonsko) – 4:09
13. „Sad Lisa“ (Bonusová skladba pro Japonsko) – 3:51

- Veškeré texty napsal Brock Lindow
- Veškerou hudbu napsali Steve Holt a Thomas Noonan.

## Spolupracovníci
- Brock Lindow - zpěv
- Steve Holt - kytara, zpěv, koprodukce
- Mick Whitney - basa
- Thomas Noonan - bicí
- James Paul Wisner - produkce, inženýrství, editace
- Mark Green - pomocný inženýr, editace
- Andy Sneap - mixáž, mastering
- Josh Rothstein - foto
- Berit Monsen-Keene - foto
- Raithon Clay - doplňující vokály v Destroy the Map
- Sarah Reeder - mluvené slovo v Installing the Catheter